# Puzzel (Narnia)
Puzzel (Engels: Puzzle) is een personage uit Het laatste gevecht van De Kronieken van Narnia door C.S. Lewis.
Puzzel is een ezel die wordt overheerst door de slechte aap Draaier. De aap trekt hem een leeuwenhuid aan en probeert de Narniërs te laten geloven dat dit Aslan is. Puzzel voert daarbij niet zelf het woord, Draaier spreekt voor hem. Op een onbewaakt moment wordt Puzzel weggehaald door Jill Pool. Jill neemt de ezel mee naar koning Tirian en weet de koning ervan te overtuigen dat Puzzel geen schuld heeft aan het bedrog.
Puzzel komt ook in het nieuwe Narnia, waar hij er veel mooier uitziet dan in het oude Narnia. Aslan roept hem in het Land van Aslan als eerste bij zich en vergeeft hem.